# Armik
 Armik  — «Армік» (справжнє ім'я Армік Дашчи, — сценічне ім'я гітариста зі США, який виконує музику в стилі «нове фламенко».

## Життєпис
Народився в Ірані у вірменській родині. Гітару почав опановувати самотужки в дитинстві. За переказами, ховав інструмент, бо не знав, як до його зайнять музикою поставляться батьки. Про інструмент сина дізналася мати і домовившись про першого вчителя для сина, почала сплачувати уроки.
У 12 років почав виступати в концертах, грав здебільшого джазові п'єси. Побував на гастролях в Іспанії, де захопився грою Пако де Лусія. Почав опановувати новий жанр — фламенко.
Після Ісламської революції емігрував до США, де мешкає з 1981 р. (він переїхав до Лос-Анджелеса). У 1994 вийшов його перший сольний альбом під назвою «Танок дощу», який мав успіх і сприяв широкій популярності виконавця. Під час виконання використовує медіатор, чого не роблять іспанські виконавці фламенко.
З 2004 по 2008 рр. його ім'я і творчість увійшли до десятки найкращих митців New Age журналу Billboard у США.

Його творчому доробку вже присвячені товариства прихильників на Фейсбук і група у Вконтакті.

## Diskografie
- 1994 - Rain Dancer
- 1995 - Gypsy Flame (AUS: Gold[2])
- 1996 - Rubia
- 1997 - Malaga
- 1999 - Isla del Sol
- 2001 - Rosas del Amor
- 2002 - Lost In Paradise
- 2003 - Amor de Guitarra
- 2004 - Romantic Dreams
- 2004 - Piano Nights
- 2004 - Treasures
- 2005 - Cafe Romantico
- 2005 - Mar de Sueños
- 2006 - Mi Pasión
- 2006 - Christmas Wishes
- 2007 - Guitarrista
- 2007 - A Day In Brazil
- 2008 - Barcelona
- 2009 - Serenata
- 2010 - Besos
- 2012 - Casa De Amor
- 2012 - Reflections
- 2013 - Alegra
- 2013 - Flames of Love
- 2014 - Romantic Spanish Guitar, Volume 1
- 2014 - Mystify
- 2015 - Romantic Spanish Guitar, Volume 2
- 2015 - La Vida
- 2016 - Romantic Spanish Guitar, Volume 3
- 2017 - Enamor
- 2018 - Pacifica
- 2019 - Alchemy
- 2020 - Esta Guitarra (Five Songs)
- 2021 - Spanish Lover (EP: Five Songs)
- 2022 - Illuminate (EP: Five Songs)
- 2023 - Guitar Seduction (EP: Five Songs)